# Jan Nepomnjasjtjij
Jan Aleksandrovitj Nepomnjasjtjij (russisk: Ян Алекса́ндрович Непо́мнящий; født 14. juli 1990) er en russisk stormester i skak og kommentator.
Nepomnjasjtjij er også en tidligere semiprofessionel Dota-spiller. 
I 2023 spillede han om titel skakverdensmester mod Ding Liren efter Magnus Carlsen havde frasagt sig muligheden for at forsvare titlen. Nepo tabte efter 16 spil.

## Karriere

### Ungdomsskak
Nepomnjasjtjij lærte at spille skak i en alder af 41⁄2 år. Han vandt European Youth Chess Championship tre gange. I 2000 vandt han kategorien under 10 år, og i 2001 og 2002 kom han på førstepladsen i U12 mesterskabet.  I 2002 vandt Nepomnjasjtjij også verdensmesterskabet for unge i skak i U12-kategorien.

### 2010–2011
I 2010 i Rijeka vandt Europamesterskabet i skak for enkeltpersoner med en score på 9/11.  Senere samme år i Moskva vandt han det russiske skakmesterskab, efter at have besejret Sergej Karjakin i playoff. 

### 2021
I april 2021 vandt Nepomnjasjtjij 2020/2021 Candidates-turneringen med 8,5/14 point (+5-2 = 7); et halvt point over andenpladsen Maxime Vachier-Lagrave.  Dette betød at han i slutningen af 2021 var udfordreren til den norske verdensmester Magnus Carlsen ved Verdensmesterskabet i Skak 2021. Han tabte kampen 7,5 - 3,5 efter 11 kampe (ud af mulige 14) uden at vinde et eneste parti.
I sjette spil slog Nepomnjasjtjij og Carlsen verdensrekorden for det længste spil ved et verdensmesterskab. Dette spil varede 136 træk.[kilde mangler]

## Eksterne links
- Officiel hjemmeside
- Jan Nepomnjasjtjij Arkiveret 4. december 2016 hos  Wayback Machine skakspil og profil på Chess-DB.com
- Jan Nepomnjasjtjij Arkiveret 25. marts 2022 hos  Wayback Machine profil på worldchess.com
- Ian Nepomniachtchis profil og partier på chessgames.com (engelsk)
- Ian Nepomniachtchis profil på chesstempo.com (engelsk)
- Ian Nepomniachtchis profil hos FIDE (engelsk)
- Ian Nepomniachtchis profil hos OlimpBase.org (engelsk)
- Ian Nepomniachtchis profil hos 365Chess.com (engelsk)